# Opstandingskerk (Leiden)
De Opstandingskerk is een kerkgebouw in de Nederlandse stad Leiden in de provincie Zuid-Holland.
Het gebouw is sinds 1904 in gebruik als kerkgebouw. De Christelijk Gereformeerde Gemeente in Leiden zocht een kerkgebouw en vond een ruimte van een banketbakker. Het gebouw werd door de jaren heen diverse keren verbouwd. Met de verbouwing van 1927 werd de ingang van de kerk verplaatst van de Boomgaardsteeg naar het Steenschuur. In 1964 werd de naam van het gebouw veranderd in Opstandingskerk.